# Борисов Олександр Тимофійович
Олександр Тимофійович Бори́сов (рос. Александр Тимофеевич Борисов; 7 вересня 1927, Мала Кам'янка — 10 березня 2017, Москва) — радянський та російський художник кіно і педагог; член Спілки кінематографістів СРСР з 1959 року та Спілки кінематографістів Росії. Академік Російської академії мистецтв (відділення театрально- і кінодекораційного мистецтва) з 2007 року. Чоловік актриси Світлани Жгун.

## Біографія
Народився 7 вересня 1927 року на хуторі Малій Кам'янці (нині Каменський район Ростовської області, Росія). Протягом 1949—1955 років навчався у Всесоюзному державному інституті кінематографії у Москві, де був учнем Федора Богородського, Юрія Пименова, Григорія Шегаля, Олександра Діхтяра. Дипломна робота — ескізи декорацій і розкадровки до фільму «Стрибуха».
З 1955 року працював на художником-постановником на студії «Мосфільм». Одночасно з 1973 року викладав у Всесоюзному державному інституті кінематографії; з 1986 року очолював в ньому творчу майстерню художнього факультету; професор з 1993 року. Помер у Москві 10 березня 2017 року. Похований у Москві на Троєкурівському цвинтарі.

## Творчість
Працював над кінофільмами
- «Поема про море» (1956—1958, у співавторстві з Іваном Пластинкіним);
- «Муму» (1959);
- «Хованщина» (1959);
- «Повість полум'яних літ» (1960);
- «Шлях до причалу» (1962);
- «Зачарована Десна» (1964);
- «Тридцять три» (1965);
- «Анна Кареніна» (1967);
- «Чайковський» (1969);
- «Єгор Буличов та інші» (1971);
- «Станційний доглядач» (1972);
- «Суто англійське вбивство» (1974);
- «Виконання бажань» (1974);
- «Іронія долі» (1975);
- «Сто днів після дитинства» (1975);
- «Мелодії білої ночі» (1976);
- «Шалене золото» (1976);
- «Службовий роман» (1977);
- «Торгівка і поет» (1978);
- «Гараж» (1979);
- «Про бідного гусара замовте слово» (1980);
- «Вокзал для двох» (1982);
- «Хто стукає у двері до мене...» (1982);
- «Спадкоємиця по прямій» (1982);
- «Жорстокий романс» (1984);
- «Із життя Потапова» (1985);
- «Забута мелодія для флейти» (1987);
- «Дорога Олено Сергіївно» (1988);
- «Бомж. Без певного місця проживання» (1988);
- «Небеса обітовані» (1991);
- «Старі клячі» (2000);
- «Тихі вири» (2000);
- «Ключ від спальні» (2003);
- «Про кохання» (2003);
- «Анна Кареніна» (2009).

У Театрі драми і комедії на Таганці у 1994 році оформив виставу «Чайка» (разом з Володимиром Ареф'євим; режисер С. Соловйов).
Писав олійні натюрморти.
2012 року у залах Російської академії мистецтв у Москві відбулася персональна виставка художника — «Олександр Борисов і випускники його майстерні».
Твори перебувають у зібраннях Державної Третьяковської галереї, Державного центрального музею кіно, Музею-квартири Максима Горького в Москві, Брянського обласного художнього музейно-виставкового центру, Томської картинної галереї, Приморської картинної галереї у Владивостоці.

## Відзнаки
- Диплом Венеційського кінофестивалю (1960; за фільм «Повість полум'яних літ»)[2][3];
- Орден «Знак Пошани» (1974)[1];
- Золота медаль Російської академії мистецтв (2012)[1];
- Орден «За служіння мистецтву» (2013)[1];

почесні звання СРСР
- Заслужений художник РРФСР з 1969 року;
- Народний художник РРФСР з 1988 року[1];

премії
- Державна премія СРСР (1977; за фільм «Сто днів після дитинства»)[3];
- Премія «Ніка» (1992; за фільм «Небеса обітовані»).